# Amina Agueznay
Amina Agueznay, née en 1963 au Maroc, est une artiste visuelle marocaine et une architecte de formation, connue pour ses œuvres, entre design et art contemporain. Son travail comprend des créations de bijoux et des installations artistiques, incorporant des éléments du patrimoine culturel marocain ainsi que des matériaux tels que des boutons en textile, du papier, des pétales de rose ou des sacs en plastique brûlés.

## Biographie

### Enfance et formation
Née en 1963 à Casablanca, Amina Agueznay est la fille de la peintre et graveuse marocaine Malika Agueznay, ancienne élève de l'École des beaux-arts de Casablanca, avec laquelle elle a créé plusieurs œuvres d'art, par exemple l'exposition in situ Métamorphose à la Fondation Attijariwafa Bank à Rabat 2018.
Après avoir obtenu son diplôme d'études secondaires à Casablanca, elle étudie aux États-Unis et obtient une licence en architecture à l'Université catholique d'Amérique, en 1989. Après quinze années passées aux États-Unis et y avoir travaillé comme architecte, elle rentre au Maroc en 1997 et vit et travaille depuis à Marrakech.

### Carrière
Lors des manifestations culturelles de l'Année du Maroc en France en 1999, elle présente ses créations à l’Institut du monde arabe à Paris, sa première collection de bijoux personnels, composée de pièces historiques en argent de la tradition berbère avec ses propres ajouts, dans le cadre d’une exposition sur le Maroc contemporain.. Un exemple est un disque en argent avec un motif traditionnel en spirale sur une face et l'ajout contemporain d'Agueznay sur l'autre face. L'année suivante, elle crée une autre collection, avec des variations de boutons textiles faits main (aqad), couramment utilisés pour les caftans traditionnels.
Dans sa collection pour un défilé de caftans au Maroc en 2003, elle se tourne vers des matériaux tels que des pétales de rose, des morceaux de bois et des bâtons de cannelle et présente ses bijoux avec le créateur de mode Noureddine Amir. Pour la 10e édition de l'événement en 2006, elle réalise une autre collection entièrement en papier, inspirée par son travail antérieur d'architecte. En 2010, elle est l'une des lauréates de la Maison méditerranéenne des métiers de la mode de Marseille et reçoit le prix Open My Med. La même année, elle crée un hommage au couturier franco-tunisien Azzedine Alaïa sous la forme d'un grand collier de cordes rouges et noires et d'éléments métalliques.
Sa collection 2012 est réalisée à partir de sacs en plastique brûlés, en guise de déclaration sur la pollution. Elle a quelquefois été incomprise par la société marocaine pour ses idées non conventionnelles.
Sa participation à la Biennale d'art contemporain 2019 au Musée Mohammed VI d'art moderne et contemporain de Rabat est intitulé Embody the Visible : Act the Invisible, en deux actes. Conte de l'invisible, de la laine et du silence. et constitué de structures abstraites de laine avec des bijoux incorporés. Outre sa participation à des défilés de mode et d'art au Maroc et en Europe, son travail a été présenté dans des catalogues d'art, des magazines et par exemple dans le journal britannique Financial Times.

## Style

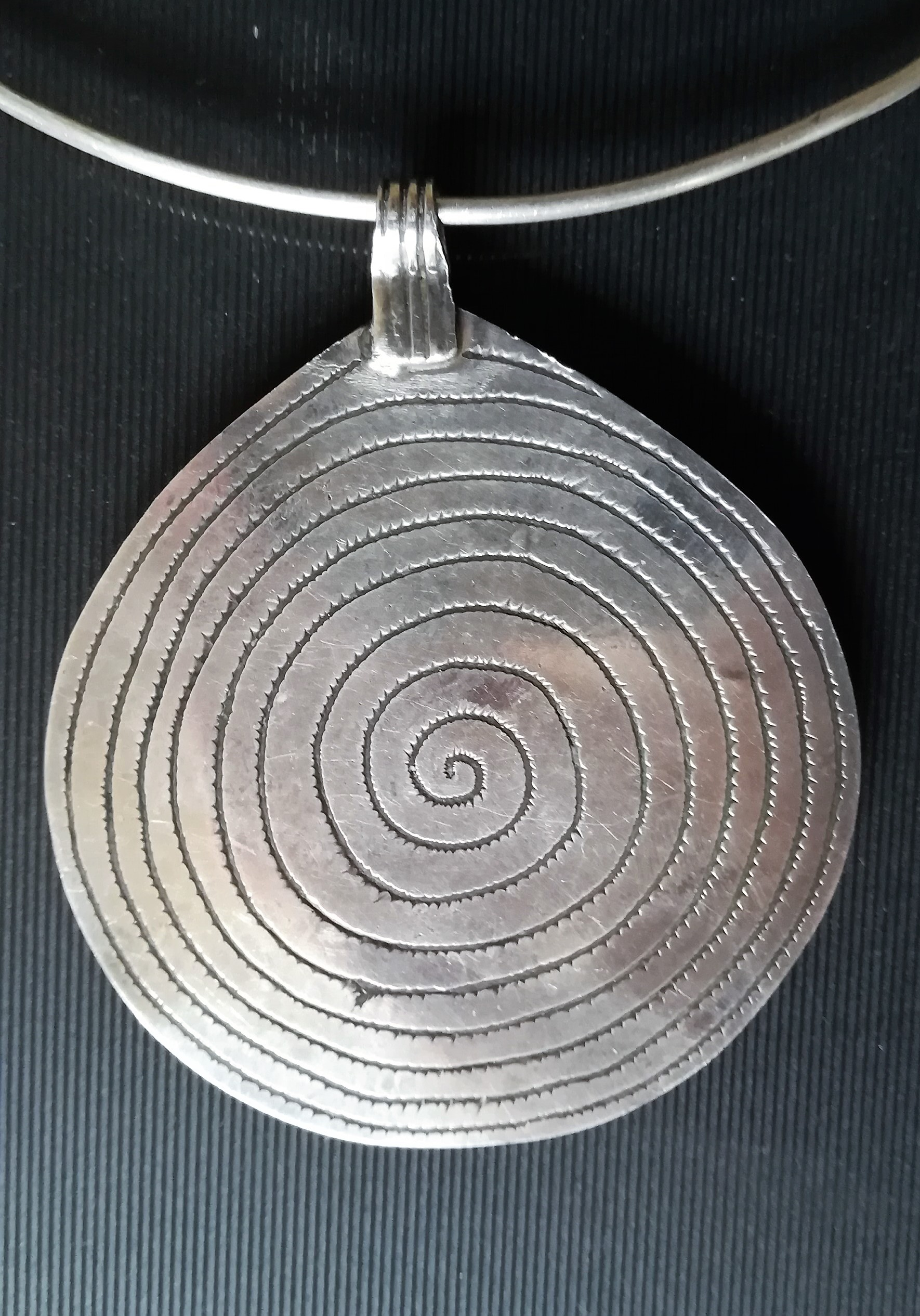
Pendentif en argent avec motif en spirale de la bijouterie traditionnelle berbère marocaine, côté traditionnel d'une pièce à double usage

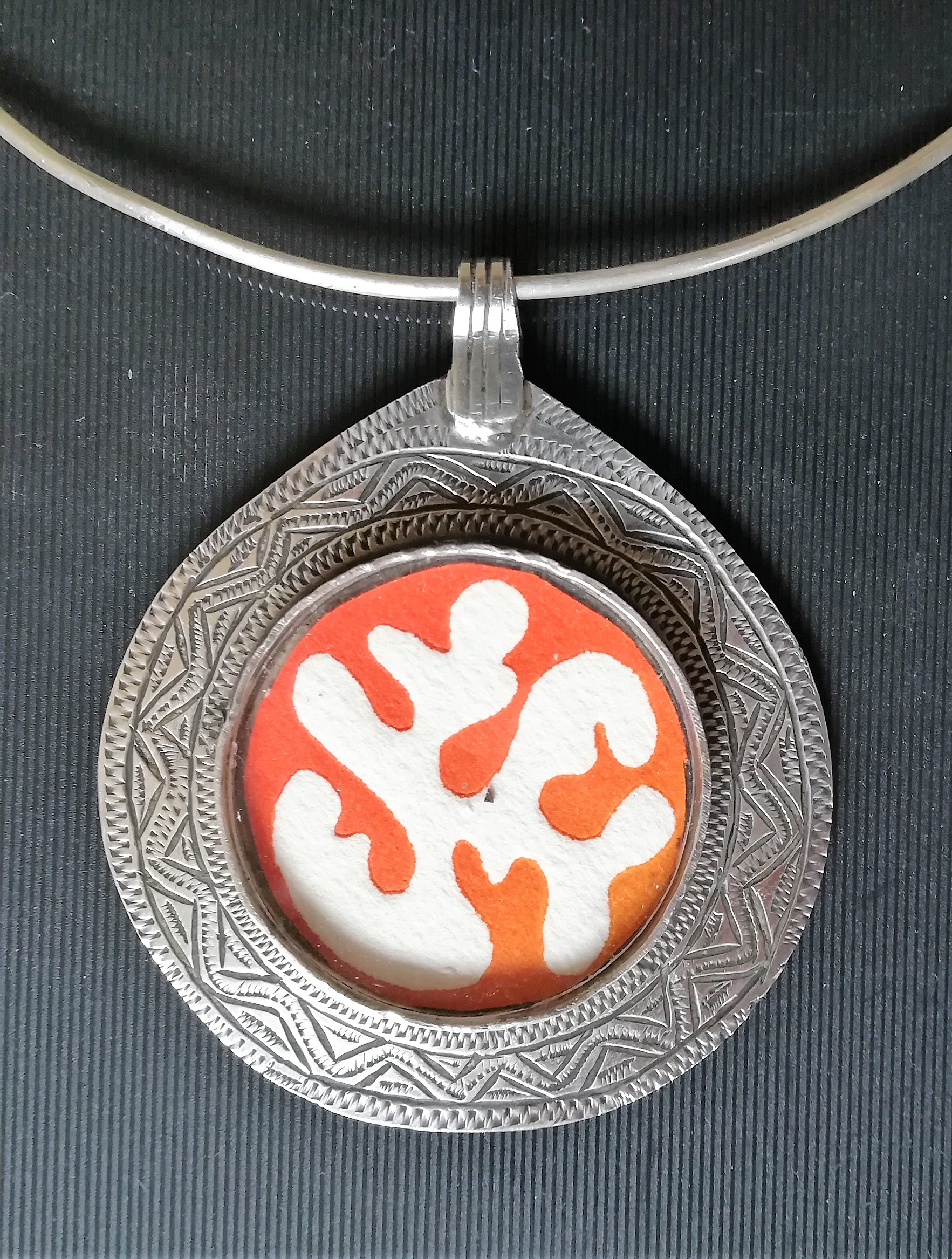
Pendentif en argent avec ornements gravés traditionnels en technique niellée et application contemporaine, côté moderne d'une pièce à double usage

Après une première formation en design de bijoux aux États-Unis, elle développe un type de création artistique de style contemporain après son retour à Casablanca, en utilisant des bijoux traditionnels marocains et des matériaux d'origine locale. Dans les ateliers d'artisanat qu'elle anime pour des agences gouvernementales, elle travaille également avec des artisans actifs en tant que tisserands, menuisiers, maroquiniers, vanniers et autres métiers. Cette activité constitue un autre volet de ses créations artistiques,.

## Expositions (extrait)
- Institut du Monde Arabe, Paris, France, 1999
- Galerie Les Atlassides, Maroc, 2005
- Art et Design, Musée mondial, Rotterdam, Pays-Bas, 2005
- Exposition individuelle à la FestiMode Fashion Week, Casablanca, 2007
- Galerie d'art de la Fondation Société Générale, Casablanca, 2016
- Festival d'art contemporain Art-O-Rama, Marseille, France, 2017
- Fondation Attijariwafa Bank, Rabat, Maroc, 2018
- Biennale d'art contemporain, Rabat, 2019
- Vestfossen Kunstlaboratorium, Oslo, Norvège, 2019
- Kristin Hjellegjerde Gallery, Londres, 2019
- Musée d'art contemporain de Marrakech (MACAAL), Marrakech, 2019-2020
- Musée national de l'histoire de l'immigration, Paris, 2021